# Emanželinsk
Emanželinsk (in russo Еманжелинск?) è una città della Russia situata nell'oblast' di Čeljabinsk, capoluogo dell'Emanželinskij rajon, al confine con il Kazakistan, sulle pendici orientali dei Monti Urali meridionali, a 50 chilometri (31 miglia) a sud di Čeljabinsk, il centro amministrativo dell'oblast'.

## Storia
L'insediamento venne fondato nel 1770 come un villaggio cosacco, dal 1886 è conosciuto col nome di Emanželinsk.
È diventato un insediamento di estrazione del carbone nel 1930-1931, gli è stato concesso lo status di città il 25 settembre 1951. La cittadina è stato uno dei posti più vicini all'ipocentro dell'esplosione dell'evento meteorico del 2013.